# IV. Szempad örmény király
IV. Szempad (1276. január 12./7. január 11. – 1310/1) vagy más számozás szerint I. Szempad, franciául: Smbat I/IV d'Arménie, görögül: Σεμπάντ Δ´/Α΄ της Αρμενίας, örményül: Սմբատ Ա/Դ,, perzsául: سمبات، شاه ارمنستان, latinul: Sempad IV/I, rex Armeniae, örmény király. III. Leó, II. (Lusignan) Konstantin és IV. Leó örmény királyok nagybátyja.
Szaven-Pahlavuni Izabella ciprusi régensné ikertestvére, II. Hetum, I. Torosz örmény királyok öccse, valamint Szaven-Pahlavuni Mária bizánci császárné, I. Konstantin és I. Osin örmény királyok bátyja. A Szaven-Pahlavuni-ház hetumida királyi ágának a tagja.

## Élete
II. Leó örmény király és Küra Anna lamproni úrnő fia.
A nőtlen és gyermektelen idősebb bátyja, II. Hetum örmény király második uralmát követően lépett trónra.
Felesége Ilhanida N. perzsiai mongol hercegnő, ifjabb bátyjának, I. Torosznak az özvegye, Gazan perzsa ilhán egy közelebbről meg nem határozott rokonáa, de ebből a kapcsolatából nem született gyermeke. A források bizonytalansága miatt az is elképzelhető, hogy Torosznak és Szempadnak a felesége két különböző perzsa hercegnő volt.